# 逢見るい
逢見 るい（あいみ るい、1983年12月10日 - ）は、日本の女性ケータイ小説家、漫画原作者である。

## 来歴
高校を家庭の事情により1年で中退し、コンビニのレジ打ち、ビラ配り、焼肉屋の調理場、スナックなどのバイトを掛け持ちながら独学で勉強していた。講談社主催の漫画シナリオ大賞で最優秀賞を受賞し、それが執筆活動を始めるきっかけとなる。だがそれから数年は別のことに夢中だったため、本格的に活動を始めたのは2008年頃からである。それまでは別のペンネームで活動していた。
現在は小説だけでなく、ハウツー本やコラムの執筆、漫画の原作も手がけている。別ペンネームでの作品も多数ある。

## 人物
身長157cm、体重42kgである。血液型はO型。趣味は睡眠である。全身で12箇所のピアスホールが開いている。また、右肩には薔薇の花のタトゥーがある。
第一印象で怖いと思われることが多いが、本人いわく人見知りで根暗なだけ。

## 作風
ハウツー本や女性向け官能小説が主である。執筆は主にパソコンで行っている。
TL、BL、ファンタジーなど、ジャンルは幅広い。

## 著書

### TL小説シリーズ作品
- らぶきゅん文庫（シリーズ）（モバイルメディアリサーチ）
- 妄想女子文庫（シリーズ）（モバイルメディアリサーチ）
- 濡れちゃう本棚（シリーズ）（モバイルメディアリサーチ）
- 禁断Lovers（シリーズ）（インタープレイ いるかネットブックス）
- 欲情恋愛（シリーズ）（いるかネットブックス）
- 禁断恋愛らいぶらりー（シリーズ）（総合企画）
- ラブみるくBOOKS（シリーズ）（3E文庫）
- シュガーLOVE文庫（シリーズ）（イーストプレス）
- エロ怖ラブダークネス（シリーズ）（KADOKAWA/メディアファクトリー）
- TLスイートノベル（シリーズ）（KADOKAWA/アスキー・メディアワークス）
- コミックノベルyomuco（シリーズ）（パルソラ）
- K-ロマンス文庫（シリーズ）跳訳（シーラボ）

### 官能小説
- 背徳の雨（特選小説）（綜合図書）
- 美しい義母（特選小説）（綜合図書）
- 寵愛の箱庭（特選小説）（綜合図書）
- 溺れる愛撫（いるかネットブックス）
- 欲情にピアス（いるかネットブックス）
- キスは淫らな傷あとに（いるかネットブックス）
- 禁忌と禁断とはちみつと。（いるかネットブックス）
- 君に濡れる夜をあげる（いるかネットブックス）
- 愛玩ビスク・ドール（いるかネットブックス）
- 愛欲シーラカンス（いるかネットブックス）
- 愛しい隣人と背徳の愛を。〜禁断遊戯（いるかネットブックス）

他

### TLコミック（原作）
- 美囚～恥辱の実験台　画：壬生卍丸（蒼竜社）
- お兄ちゃん触って　画：花音（モバイルメディアリサーチ）
- イケメン教授の音読調教　画：如月奏（モバイルメディアリサーチ）
- 塔の上の秘め事　髪長姫（ラプンツェル）　画：緒方りんこ（いるかネットブックス）
- パパと私の境界線　画：石川トミー（マガジン・マガジン）

他

### BLコミック（原作）
- 兄の愛撫に堕ちるボク　画：緒方りんこ（いるかネットブックス）

### ハウツー本
- 週5エッチの秘訣〜ずっと欲しがられる女になる（モバイルメディアリサーチ）
- 調教Hのススメ〜プチSMで愛され快感度アップ（モバイルメディアリサーチ）
- 一途な彼の作り方〜浮気されない女性がしている10のルール（モバイルメディアリサーチ）
- 脱非モテ女子【完全版】〜誰からも愛される女性がしている22の習慣（モバイルメディアリサーチ）
- 最後の恋の見つけ方〜あなたを幸せにしてくれる男選びの法則（モバイルメディアリサーチ）
- メンズトーク「マル秘」白書（シリーズ）（モバイルメディアリサーチ）

他

### アプリ
- ドン引きセックス（総合企画）

他

## テレビ出演
- 女の秘密 妄想ノススメ 極（2014年8月18日 - 2016年3月7日、エンタメ〜テレ）[2]
- 女の秘蜜 妄想ノススメ 雅（2016年4月4日 - 9月5日、エンタメ〜テレ）